# Neomaenas coenonymphina
Neomaenas coenonymphina är en fjärilsart som beskrevs av Butler 1881. Neomaenas coenonymphina ingår i släktet Neomaenas, och familjen praktfjärilar. Inga underarter finns listade.